# Kujići
Kujići is een plaats in de gemeente Marčana in de Kroatische provincie Istrië. De plaats telt 84 inwoners (2001).